# Franc-Nohain
Pour les articles homonymes, voir Nohain (homonymie).
Maurice Étienne Legrand, dit Franc-Nohain, né le 25 octobre 1872 à Corbigny (Nièvre) et mort le 18 octobre 1934 à Paris, est un journaliste, écrivain, poète, fabuliste et librettiste français.
Il choisit le nom de « Nohain » en hommage à la rivière le Nohain, affluent de la Loire, traversant Donzy, lieu de ses vacances d'enfance.

## Biographie
Son père, Eugène Legrand, était agent-voyer. Élève au lycée de Nevers, puis au lycée Janson-de-Sailly, il se lie d'amitié avec André Gide et Pierre Louÿs. Avec eux, il collabore en 1889 à Potache-Revue, une revue éphémère fondée par Maurice Quillot.
Licencié ès lettres, il est employé de préfecture à Nevers avant son départ au service militaire. À l'issue de ce dernier, il est en poste à la préfecture de Constantine à partir de décembre 1894, puis est promu chef de cabinet du préfet à Montauban en 1896. En mars 1899 il élit domicile à Paris, ayant abandonné très vite l'administration pour se lancer dans le journalisme et la littérature.
Franc-Nohain publie ses premiers poèmes dans la revue Le Chat noir et se qualifie de « poète amorphe ». Il écrit de nombreux livrets d’opérettes pour le compositeur Claude Terrasse. Il est un proche d'Alfred Jarry avec lequel, associé à Terrasse et André-Ferdinand Hérold, il inaugure le Théâtre des pantins au 6 rue Ballu en janvier 1898. Le 23 mars suivant, on y donne sa trilogie musicale Vive la France !, sur une composition de Terrasse et un décor de Pierre Bonnard, représentation qui est interdite par la censure.
Il fonde Le Canard sauvage (mars-octobre 1903) et devient rédacteur en chef de L'Écho de Paris. 
Pour Maurice Ravel, il écrit le livret de L'Heure espagnole (1907).
Mobilisé en août 1914 comme soldat de 2e classe dans l'infanterie territoriale, il est promu sous-lieutenant en 1915 puis lieutenant en 1917. Il combat notamment dans les chasseurs à pied, et est décoré de la Croix de guerre et de la Légion d'honneur à titre militaire. Le lieutenant Legrand est rendu à la vie civile en février 1919.
Ses douze livres de Fables, publiés en quatre volumes entre 1921 et 1933, et où il donne libre cours à sa fantaisie, constituent sans doute l'une des facettes les plus attachantes de son talent. 
Son œuvre abondante et variée lui vaut de recevoir le grand prix de littérature de l'Académie française en 1932.
Pour les historiens de la littérature, Franc-Nohain reste un des principaux représentants de l'École fantaisiste, aux côtés de Paul-Jean Toulet, Tristan Derème, Georges Fourest, Tristan Klingsor et Francis Carco. Certains de ses textes annoncent Les Amours célèbres de Paul Gordeaux,  Jacques Prévert ou Raymond Queneau. Trois de ses poèmes figurent dans l'Anthologie de la poésie française d'André Gide. 
Selon Alfred Jarry, Franc-Nohain était « l'homme de France le mieux doué d'aperçus toujours nouveaux et inépuisables sur la pluie et le beau temps ». Alphonse Allais, qui sera témoin à son mariage, écrit à la sortie de son premier recueil : « M. Franc-Nohain a beaucoup souffert dans la vie, cela se voit. Fasse le ciel qu'il souffre encore beaucoup, pour que nous nous délections plus longtemps à le lire. » Jules Renard, quant à lui, ne l'épargne pas dans son Journal : « Je lui trouve une ambition de vieillard. Tout cela manque de jeunesse et de poésie. Préfère les choses curieuses aux belles choses, veut être connu, gagner de l'argent, dîner en ville, etc. »
Il épouse, en 1899, Marie-Madeleine Dauphin (1879-1942), la fille du musicien et poète Léopold Dauphin (1847-1925), qui est une illustratrice prolifique et novatrice. Ils auront deux fils, le parolier et animateur Jean Nohain (dit Jaboune) (1900-1981), filleul d'Alfred Jarry, et le comédien Claude Dauphin (1903-1978), et une fille, Francine Dauphin (1914-1970), illustratrice comme sa mère.
Il meurt le 18 octobre 1934 dans le 7e arrondissement de Paris et est inhumé au cimetière du Père-Lachaise (division 89). 
À Cosne-Cours-sur-Loire, à Corbigny, ainsi que dans le 13e arrondissement de Paris, une rue et une école portent son nom.

## Œuvre

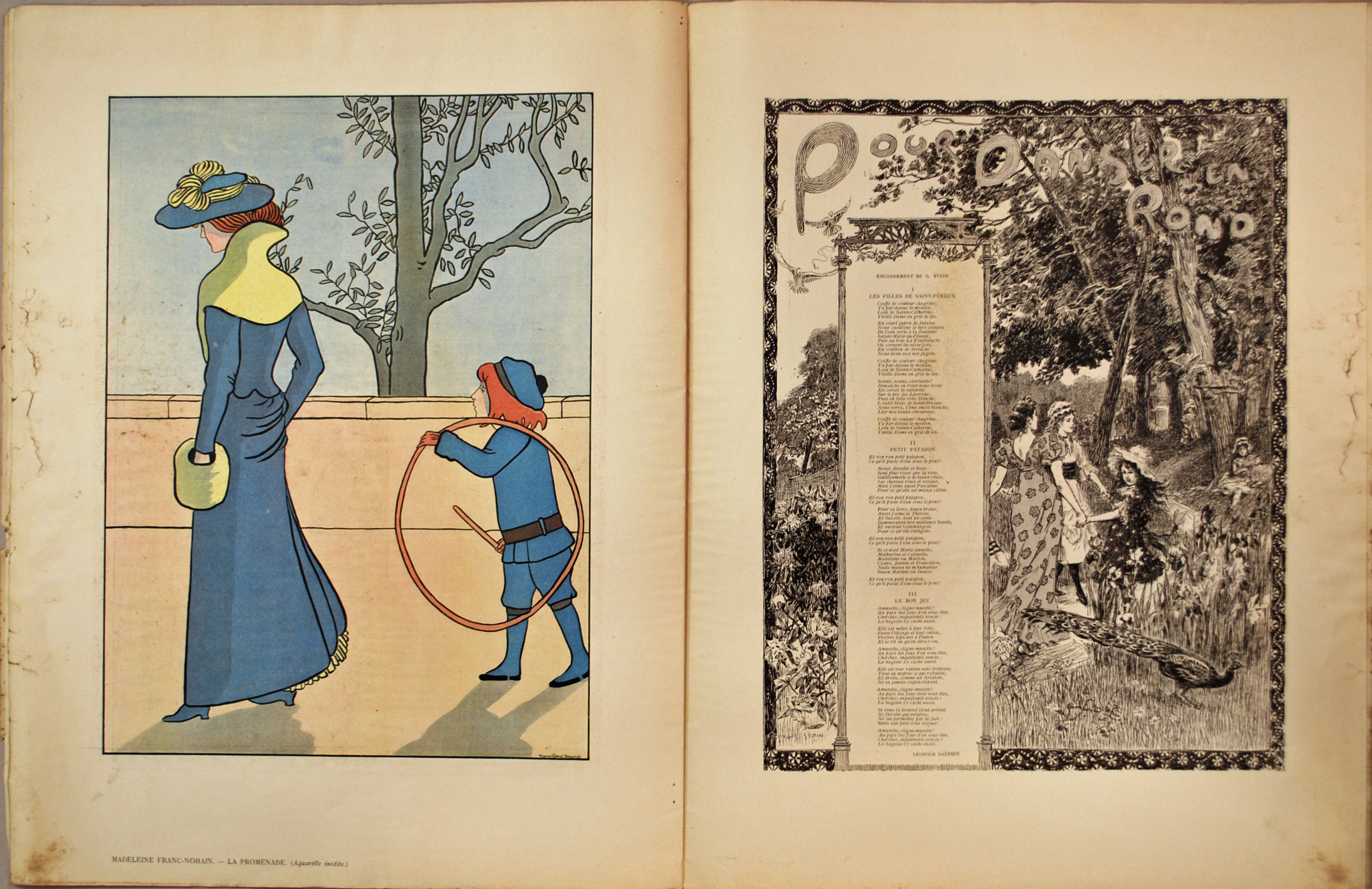
À gauche : La Promenade signée Marie-Madeleine Franc-Nohain, son épouse, dans Paris-Noël, 1899.

### Vers
- Les Inattentions et sollicitudes - Vanier, 1894
- Flûtes (Poèmes amorphes, fables, anecdotes, curiosités) - Revue blanche, 1898
- Les Chansons des trains et des gares - Revue blanche, 1899
- La Nouvelle cuisinière bourgeoise - Revue blanche, 1900
- Le Dimanche en famille - Juven, 1902
- Fables (livres I, II, III) - Renaissance du Livre, 1921
- Le Kiosque à musique (Flûtes - Les Chansons des trains et des gares - Le Dimanche en famille) - Fasquelle, 1922
- Le Jardin des Bêtes et des Plantes - « Le Livre », 1923
- Fables (édition illustrée) - Renaissance du Livre, 1923
- L’Orphéon (chœurs et cantates) - Renaissance du Livre, 1925
- Fables Nouvelles (livres IV, V, VI) - Renaissance du Livre, 1927
- Fables (livres I à IX) - Grasset, 1931
- Nouvelles Fables (livres X, XI, XII) - La Voie Descendante suivie de Terminus - Spes, 1933
- Poèmes amorphes (Inattentions et sollicitudes suivi de Flûtes) - J.-J. Pauvert, 1969

### Nouvelles et romans
- Le Pays de l’Instar - Fasquelle, 1901
- L’honorable Conque, député - Chatenay, 1902
- Jaboune, ill. d'Édouard Touraine - Fasquelle, 1910
- Le Gardien des Muses - Fasquelle, 1913
- Le Journal de Jaboune - Lafitte, 1914
- Serinettes et petites oies blanches - Renaissance du Livre, 1919
- Couci-couça - Renaissance du Livre, 1922
- Les Salles d’attente - Renaissance du Livre, 1922
- La Marche nuptiale - Les Œuvres libres, 1923
- La petite Madame Grivot - Renaissance du Livre

### Théâtre et livrets d'opérettes
- Vive la France ! (trilogie à grand spectacle) - 1898 (Collège de Pataphysique, 2004)
- La Grenouille et le Capucin - 1900
- Vingt mille âmes - 1901
- Au temps des croisades - 1901
- La Fiancée du scaphandrier - Revue Blanche, 1902
- La Botte secrète - 1903
- L'Heure espagnole - 1904 (Société littéraire de France, 1923)
- Le bonhomme Jadis - 1906
- Les Transatlantiques [avec Abel Hermant] - 1911
- La Victime [avec Fernand Vandérem] - 1914
- Un jardin sur l'Oronte [d’après Maurice Barrès] -1922
- La Marche nuptiale - Les Œuvres libres, 1923
- L’Espagne, les Indes, l’Odéon - L’Heure espagnole - La Marche indienne - La belle éveillée - Renaissance du Livre, 1928
- Le Chapeau chinois - Stock, 1931
- Les Perceptions extérieures - Collège de Pataphysique, 1953

### Biographies, essais et adaptations pour la jeunesse

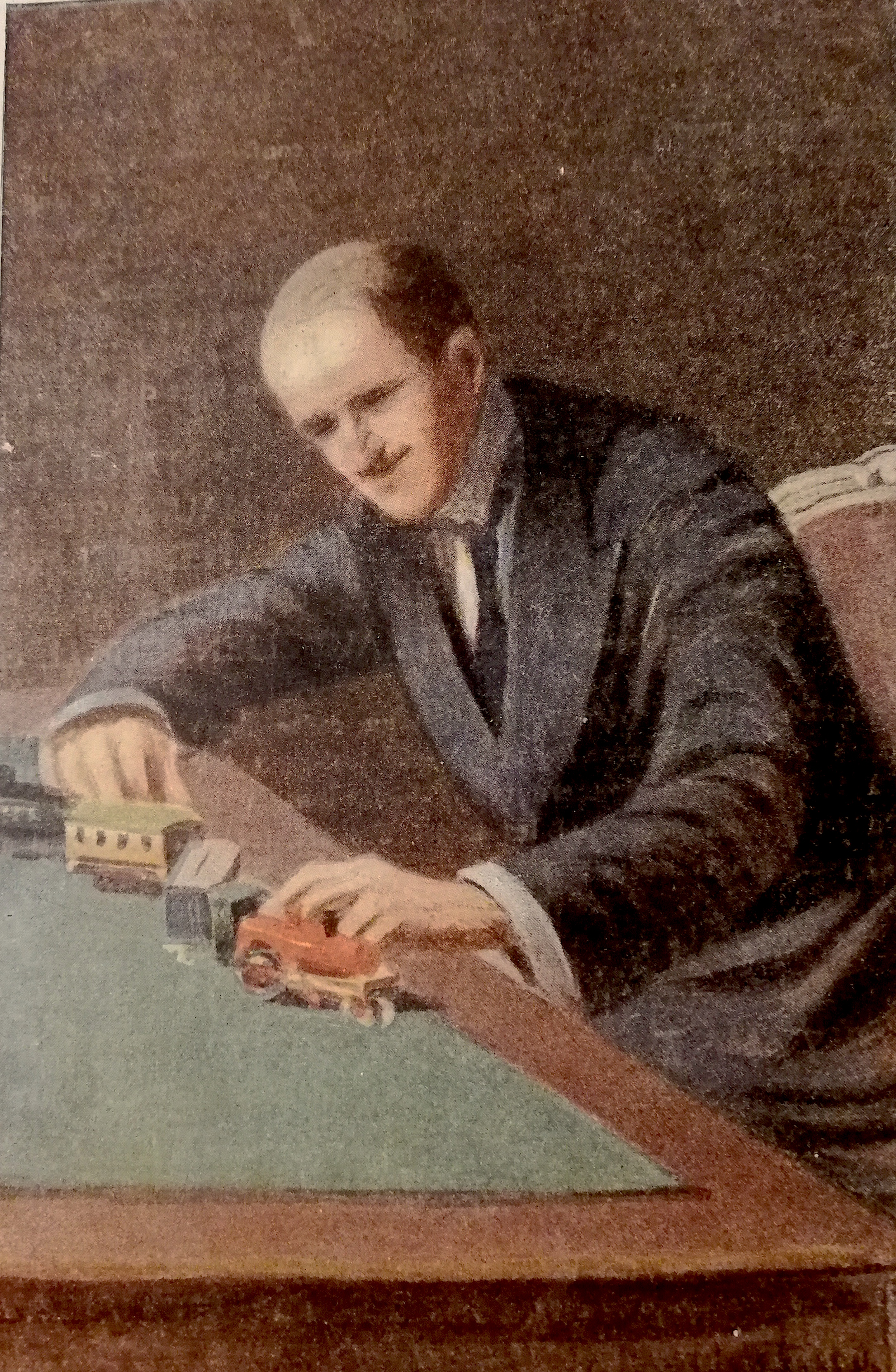
Portrait (1912) par Leonetto Cappiello.

- Les Mémoires de Footit et Chocolat, clowns - Lafitte, 1907
- Guillaume Tell, Éditions Pierre Lafitte, collection Enfantine en couleurs, 1908
- Charlemagne, Éditions Pierre Lafitte, collection Lilliput Bibliothèque,
- Malbrough, Éditions Pierre Lafitte, collection Lilliput Bibliothèque,
- Robin des bois, Éditions Pierre Lafitte, collection Lilliput Bibliothèque,
- Les Mille et une nuits, Éditions Pierre Lafitte, collection Lilliput Bibliothèque,
- Voyages de Gulliver, Éditions Pierre Lafitte, collection Enfantine en couleurs,
- Contes d'Andersen, Éditions Pierre Lafitte, collection Lilliput Bibliothèque,
- Les Joujoux de la vie - Juven, 1911
- Fiches d’histoire politique et sociale contemporaine (1910-1911-1912) - Lethielleux, 1913
- Histoire anecdotique de la guerre [avec Paul Delay] (14 vol.) - Lethielleux, 1915
- De la mer aux Vosges - Ed. de Boccard, 1921
- Les avis de l’oncle Bertrand - Renaissance du Livre, 1922
- Le cabinet de lecture (1ère série) - Renaissance du Livre, 1922
- Le cabinet de lecture (2ème série) - Renaissance du Livre, 1925
- Aux quatre coins de Paris - Société des Amis des livres, 1926
- La vie amoureuse de Jean de La Fontaine - Flammarion, 1928
- L’Art de vivre - Spes, 1929
- La Cité heureuse - Spes, 1930
- Dites-nous quelque chose - Stock, 1930
- Guide du bon sens - Editions des Portiques, 1932
- Bien vivre - Flammarion, 1932
- Saint Louis - Flammarion, 1932
- Images de Saint Louis - Flammarion, 1933
- Bayard ou la gentillesse française - Spes, 1934
- Histoire sainte - Flammarion, 1934

## Distinctions
- 1929 : Prix Alfred-Née de l’Académie française
- 1932 : Grand prix de littérature de l'Académie française
- Commandeur de la Légion d'honneur (1932)[16]